# Iodure d'uranium(III)
L'iodure d'uranium(III) est un composé chimique de formule UI3. Il s'agit d'un solide cristallisé noir qui fond à 766 °C. Il cristallise dans le système cristallin orthorhombique du bromure de plutonium(III), groupe d'espace Ccmm (no 63), paramètres de maille a = 432,8 pm, b = 1 401,1 pm, c = 1 000,5 pm et Z = 4 (quatre molécules par maille élémentaire).
L'iodure d'uranium(III) peut être préparé à partir de ses constituants élémentaires :
2 U + 3 I2 → 2 UI3.
Il peut être utilisé comme acide de Lewis catalyseur de diverses réactions de Diels-Alder réalisées en conditions modérées.